# Lypha slossonae
Lypha slossonae là một loài ruồi trong họ Tachinidae.